# Kevin Gutiérrez (calciatore 1997)
Kevin Facundo Gutiérrez (Lanús, 3 giugno 1997) è un calciatore argentino, centrocampista del Defensa y Justicia.

## Caratteristiche tecniche
È un mediano.

## Carriera
Cresciuto nel settore giovanile del Racing Club, ha esordito in prima squadra il 3 dicembre 2017 disputando l'incontro di Primera División pareggiato 2-2 contro il Newell's Old Boys.
Il 6 agosto 2018 è stato acquistato in prestito dal Gimnasia (LP).. Poco utilizzato dal club, il 29 gennaio il prestito viene interrotto ed il giocatore passa con la stessa formula al Godoy Cruz.

## Statistiche

### Presenze e reti nei club
Statistiche aggiornate al 7 maggio 2025.
| Stagione                  | Squadra                   | Campionato                | Campionato | Campionato | Coppe nazionali | Coppe nazionali | Coppe nazionali | Coppe continentali | Coppe continentali | Coppe continentali | Altre coppe | Altre coppe | Altre coppe | Totale | Totale |
| Stagione                  | Squadra                   | Comp                      | Pres       | Reti       | Comp            | Pres            | Reti            | Comp               | Pres               | Reti               | Comp        | Pres        | Reti        | Pres   | Reti   |
| ------------------------- | ------------------------- | ------------------------- | ---------- | ---------- | --------------- | --------------- | --------------- | ------------------ | ------------------ | ------------------ | ----------- | ----------- | ----------- | ------ | ------ |
| 2017-2018                 | Racing Club               | PD                        | 2          | 0          | CA              | 0               | 0               | CL                 | -                  | -                  | -           | -           | -           | 2      | 0      |
| 2018-gen. 2019            | Gimnasia (LP)             | PD                        | 0          | 0          | CA+CdS          | 0               | 0               | -                  | -                  | -                  | -           | -           | -           | 0      | 0      |
| gen.-giu. 2019            | Godoy Cruz                | PD                        | 5          | 0          | CA+CdS          | 0+2             | 0               | CL                 | 4                  | 0                  | -           | -           | -           | 11     | 0      |
| lug.-dic. 2019            | Godoy Cruz                | PD                        | 15         | 0          | CA              | 2               | 0               | CL                 | 2                  | 0                  | -           | -           | -           | 19     | 0      |
| Totale Godoy Cruz         | Totale Godoy Cruz         | Totale Godoy Cruz         | 20         | 0          |                 | 4               | 0               |                    | 6                  | 0                  |             | -           | -           | 30     | 0      |
| gen.-giu. 2020            | Rosario Central           | PD                        | 0          | 0          | CA+CdS          | 0+1             | 0               | -                  | -                  | -                  | -           | -           | -           | 1      | 0      |
| ott. 2020-gen. 2021       | Gimnasia (M)              | PBN                       | 1          | 0          | -               | -               | -               | -                  | -                  | -                  | -           | -           | -           | 1      | 0      |
| feb.-giu. 2021            | Racing Club               | -                         | -          | -          | CA+CdL          | 2+6             | 0               | CL                 | 1                  | 0                  | -           | -           | -           | 9      | 0      |
| Totale Racing Club        | Totale Racing Club        | Totale Racing Club        | 2          | 0          |                 | 8               | 0               |                    | 1                  | 0                  |             | -           | -           | 11     | 0      |
| lug.-dic. 2021            | Defensa y Justicia        | PD                        | 25         | 0          | CA+CdL          | -               | -               | CL                 | -                  | -                  | -           | -           | -           | 25     | 0      |
| 2022                      | Defensa y Justicia        | PD                        | 25         | 3          | CA+CdL          | 2+15            | 1+0             | CS                 | 4                  | 0                  | -           | -           | -           | 46     | 4      |
| 2023                      | Defensa y Justicia        | PD                        | 24         | 1          | CA+CdL          | 2+0             | 0               | CS                 | 9                  | 0                  | -           | -           | -           | 35     | 1      |
| 2024                      | Defensa y Justicia        | PD                        | 23         | 0          | CA+CdL          | -               | -               | CS                 | 2                  | 0                  | -           | -           | -           | 25     | 0      |
| 2025                      | Defensa y Justicia        | PD                        | 15         | 0          | CA              | 1               | 0               | CS                 | 4                  | 1                  | -           | -           | -           | 20     | 1      |
| Totale Defensa y Justicia | Totale Defensa y Justicia | Totale Defensa y Justicia | 112        | 4          |                 | 20              | 1               |                    | 19                 | 1                  |             | -           | -           | 151    | 6      |
| Totale carriera           | Totale carriera           | Totale carriera           | 135        | 4          |                 | 33              | 1               |                    | 26                 | 1                  |             | -           | -           | 194    | 6      |